# Piazza del Colosseo
Piazza del Colosseo è una piazza sita tra via dei Fori Imperiali e via Claudia, a Roma, nei rioni Monti, Campitelli e Celio.
La piazza prende nome dal noto monumento che vi si trova al centro, il Colosseo o Anfiteatro Flavio; ricopre l'area dell'antico stagnum della Domus Aurea di Nerone. Anticamente vi si trovava la statua colossale di Nerone, oggi ricordata da un'area quadrata selciata e da un'iscrizione. Un'area analoga, ma circolare, pavimentata in selci e lastre di granito e corredata da una scritta inserita al centro nell'asfalto, ricorda il sito della Meta Sudans.